# Загороджувальний аеростат

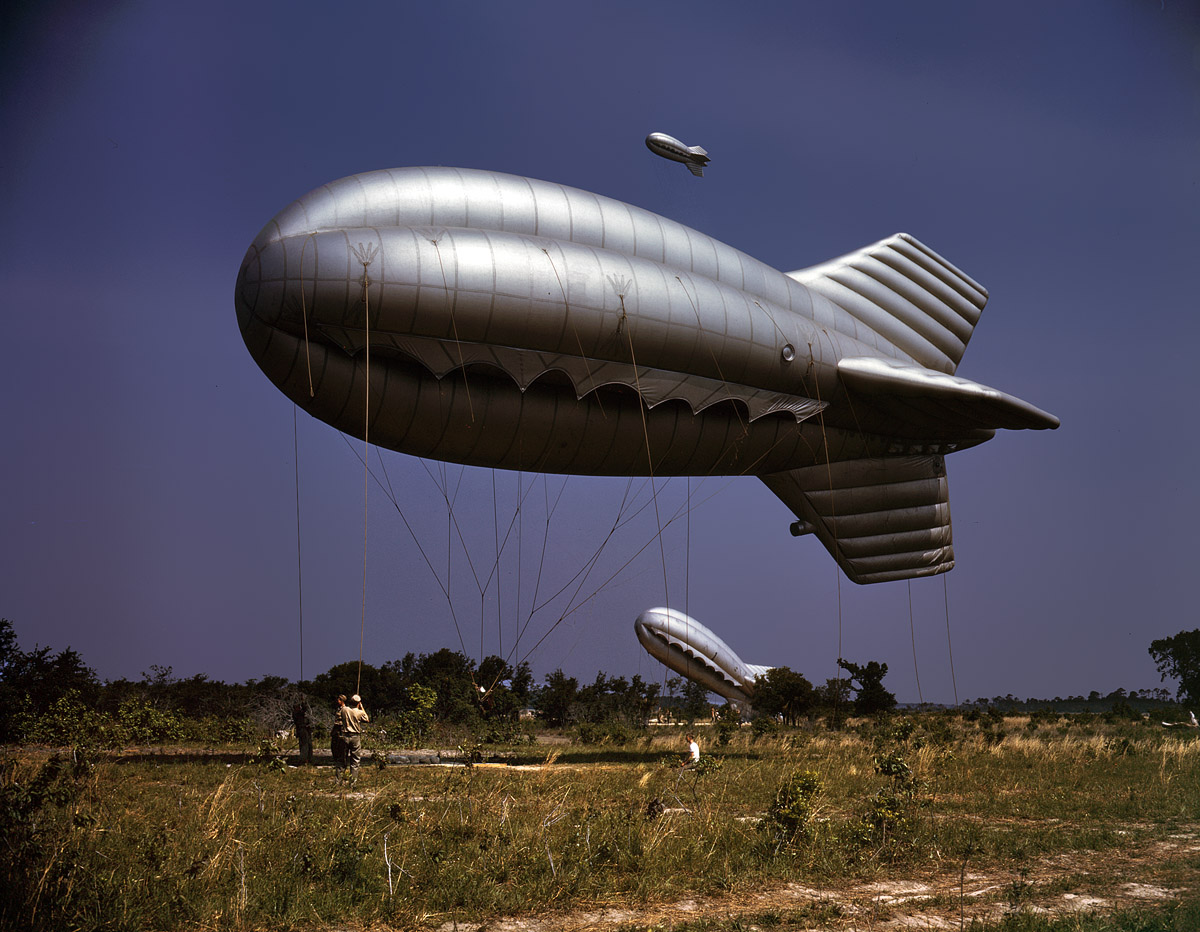
Американські загороджувальні аеростати протиповітряної оборони, 1942

Загороджувальні аеростати — спеціальні аеростати, що використовуються для пошкодження літаків при зіткненні з тросами, оболонками або зарядами вибухової речовини, підвішуваними на тросах.
Почали застосовуватися в період Першої світової війни. Вважається, що першу перемогу новий засіб ППО отримав 23 липня 1917 року, коли Австро-Угорська авіація при атаці італійських позицій втратила чотири літаки внаслідок пошкодження тросами аеростатів загородження.
Під час Другої світової війни аеростати широко застосовувалися для захисту міст, промислових районів, військово-морських баз та інших об'єктів від нападу з повітря. Наявність у системі ППО аеростатів загородження змушувало літаки супротивника літати великих висотах і ускладнювало прицільне бомбометання з пікірування. Влітку 1940 року у битві за Британію протиповітряна оборона розгорнула близько 1 470 захисних аеростатів, які захищали кожен великий порт і набережну, а також усі великі міста та містечка, ефективно перешкоджаючи німецьким бомбардуванням на низьких висотах, більше третини з них було над Лондоном. Спроба Люфтваффе прорвати оборону на низькому рівні над Дувром у 1940 році була зірвана захисними аеростатами, що призвело до 102 зіткнень літаків з тросами та стало причиною 66 їх аварій або вимушених посадок. У 1944 році безпілотні Фау-1, які були розроблені для низького польоту, щоб уникнути виявлення винищувачів, часто потрапляли в загородження аеростатів  і вибухали, перш ніж знайти свою ціль,.
Багато бомбардувальників було оснащено пристроями для розрізання тросів аеростатів загородження. Німеччина розробила дуже ефективні пристрої для їх знешкодження. Німецький пристрій складався з невеликих C-подібних пристроїв, встановлених на кромці крила. Коли трос аеростату потрапляв усередину пристрою, то після ковзання вниз крила він приводив у дію невеликі піропатрони, які, спрацювавши, у свою чергу, приводили в дію леза, що перерубували трос. Британські бомбардувальники також були оснащені подібними різаками, хоча німці використали порівняно незначну кількість аеростатів загородження.

## Галерея

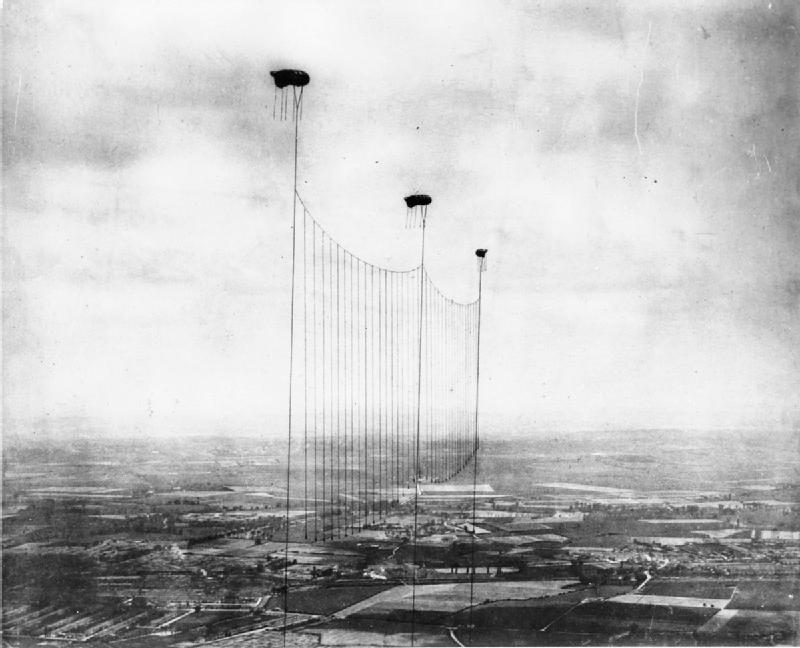
Лондон, Перша світова війна
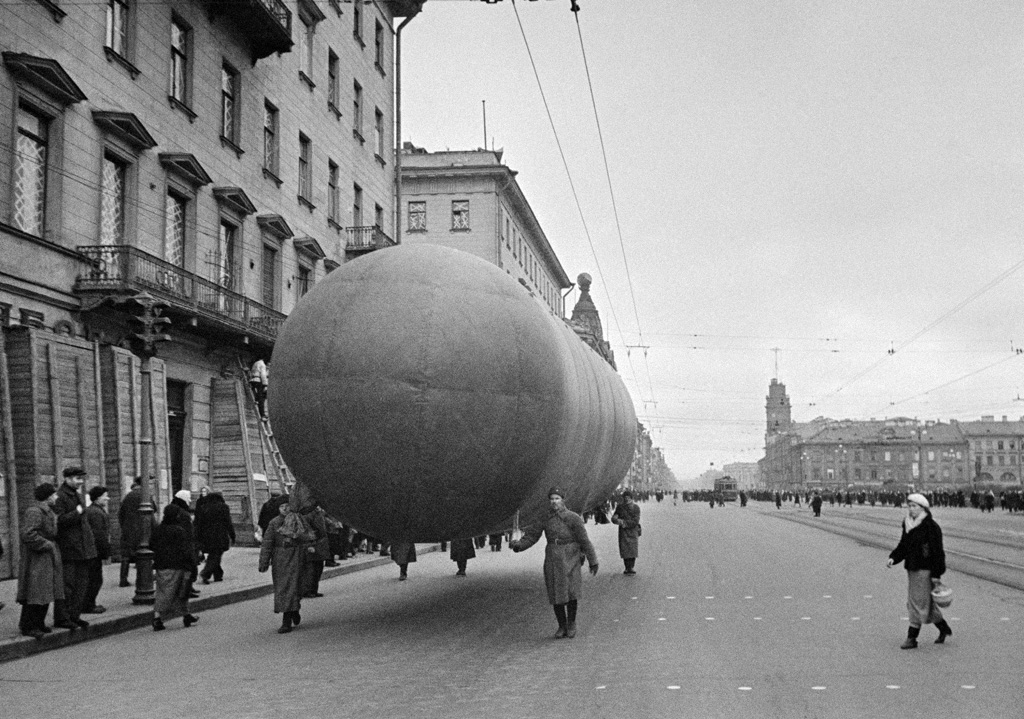
Газгольдер у Ленінграді на Невському проспекті, 1941
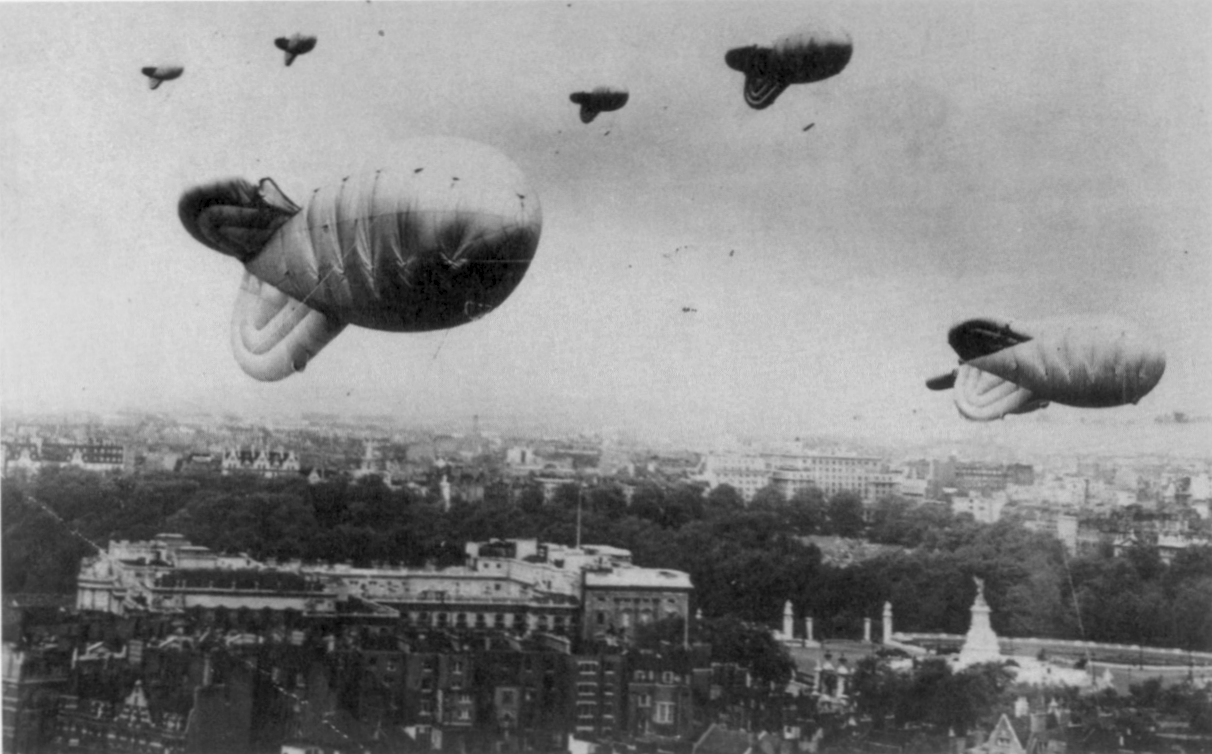
Над Лондоном, Друга світова війна